# Abbaye Saint-Sauveur de Sira
L’abbaye Saint-Sauveur de Sira (en catalan Sant Salvador de Cirà) située dans les Pyrénées-Orientales semble avoir été plus une maison de donation qu'un monastère proprement dit. Son empreinte historique la plus notoire reste d'avoir été à l'origine du monastère du col de Jau avant sa propre disparition prématurée dès le XIIIe siècle.

## Localisation
L'abbaye Saint-Sauveur de Sira était établie à Trouillas entre Ponteilla et Villemolaque, près de Thuir, dans le territoire de l'actuel département des Pyrénées-Orientales.

## Histoire

### Fondation bénédictine
Comme Sainte-Marie de Valmagne un an plus tôt dans l’Hérault, Saint-Sauveur de Sira est fondée dans les marais de Trouillas en 1139 par des moines bénédictins venus de l'abbaye Notre-Dame d'Ardorel, située dans le Tarn à Payrin-Augmontel non loin de Mazamet. La liste de ses prieurs est connue depuis 1151.

### Une abbaye cistercienne éphémère
Comme ceux de Valmagne qui se rattachent à Bonnevaux dès 1154, les bénédictins de Saint-Sauveur choisissent de rejoindre l’ordre cistercien en 1162 où ces deux abbayes précèdent largement leur abbaye-mère. En effet si l’Ardorel fonctionne selon la règle cistercienne dès 1124 sous l’impulsion de Cécile de Provence, vicomtesse de Béziers, l’ordre cistercien ne la reconnait effectivement qu’en 1550, soit peu de temps avant sa destruction et sa reconstitution à la Rode.

### Les Templiers et les Hospitaliers
En 1238, l'abbaye de Sira se rattache au monastère de Sant Salvador de Breda, rattachement confirmé par le pape Innocent IV en 1246. En 1273 le dernier prieur et les quelques moines qui restent encore à Saint-Sauveur sont contraints de céder leur abbaye à un établissement templier voisin, la commanderie du Mas Deu puis aux Hospitaliers de l'ordre de Saint-Jean de Jérusalem.
Au XVIIIe siècle les bâtiments tombent déjà en ruines.

## Architecture et descripton
Les parties les plus anciennes de l'église Saint-Assiscle de Trouillas seraient des vestiges de l'abbaye.

## Filiation et dépendances
Saint-Sauveur est fille de Notre-Dame d'Arborel puis de Bonnevaux en Dauphiné à partir de 1162 avant de se rattacher à Sant Salvador de Breda en 1238. 
Ce sont ses moines bénédictins qui auraient fondé dès 1147 au col de Jau sur la commune de Mosset l'abbaye Sainte-Marie avant de l'entraîner 15 ans plus tard dans les us de Citeaux. 
Elle semble avoir possédé des dépendances à Caixas dont l'église Saint-Michel du hameau de Candell relevait de son service, sercice assuré ensuite par les Templiers puis les Hospitaliers du Mas Deu.